# آبشار مک‌لین
آبشار مک‌لین (به انگلیسی: McLean Falls) آبشاری است که در نیوزیلند واقع شده و ارتفاع کلی ریزشگاه آن ۲۲ متر (۷۲ فوت) است.